# Zarządcy infrastruktury kolejowej w Polsce
W Polsce na dzień 17 kwietnia 2025 r. istnieje 656 podmiotów gospodarczych będących zarządcami infrastruktury kolejowej.

## Zarządcy będący częścią systemu kolejowego Unii Europejskiej

### Podmioty strategiczne dla rynku kolejowego, objęte obowiązkiem udostępniania infrastruktury
Podmioty które posiadają autoryzację bezpieczeństwa oraz, w rozumieniu dyrektywy 2012/34/UE, są uznane za strategiczne dla funkcjonowania rynku kolejowego Unii Europejskiej:
- PKP Polskie Linie Kolejowe
- PKP Szybka Kolej Miejska w Trójmieście
- Dolnośląska Służba Dróg i Kolei we Wrocławiu
- „Euroterminal Sławków” Sp. z o.o.
- CARGOTOR Sp. z o.o.

### Inni
Podmioty które posiadają autoryzację bezpieczeństwa:
- Infra Silesia
- Jastrzębska Spółka Kolejowa
- Kopalnia Piasku Kotlarnia – Linie Kolejowe
- CTL Maczki-Bór
- PKP Linia Hutnicza Szerokotorowa
- PMT Linie Kolejowe

## Zarządcy kolei funkcjonalnie oddzielonych od systemu kolejowego Unii Europejskiej
Podmioty zarządzające liniami kolejowymi, niebędące częścią połączonego systemu kolejowego Unii Europejskiej, korzystające ze świadectwa bezpieczeństwa na podstawie wyłączenia w Art. 17d. Ustawy z dnia 28 marca 2003 r. o transporcie kolejowym.
- UBB Polska
- Pomorska Kolej Metropolitalna
- Lubelski Węgiel „Bogdanka”
- Warszawska Kolej Dojazdowa
- PGE Górnictwo i Energetyka Konwencjonalna S.A.
- SKPL Infrastruktura i Linie Kolejowe sp. z o.o.
- "Lotos Asfalt" sp. z o.o.
- Polska Grupa Górnicza S.A.
- TAURON Wytwarzenie S.A.
- Zakład Transportu Kolejowego „SIARKOPOL” Sp. z .o.o
- Przedsiębiorstwo Usług Kolejowych KOLPREM sp. z o.o.
- Veolia Energia Łódź S.A.
- Michał Ściana prowadzący działalność gospodarczą pod firmą Michał Ściana Lokalna Kolej Drezynowa
- Nadzalewowa Kolej Drezynowa sp. z o.o.

## Zarządcy kolei wąskotorowych
Podmioty zarządzające liniami wąskotorowymi, korzystające ze świadectwa bezpieczeństwa na podstawie wyłączenia w Art. 17d. Ustawy z dnia 28 marca 2003 r. o transporcie kolejowym.
- Dariusz Michałowski Biuro Utrzymania i Eksploatacji Gnieźnieńskiej Kolei Wąskotorowej
- Gmina Krośnice
- Gmina Śmigiel
- Miejskie Przedsiębiorstwo Komunikacyjne w Poznaniu sp. z o.o.
- Nadmorska Kolej Wąskotorowa sp. z o.o.
- Piaseczyńsko-Grójeckie Towarzystwo Kolei Wąskotorowej
- Powiat Przeworski - Powiatowy Zarząd Dróg w Przeworsku
- Powiat Starachowicki
- SKPL Infrastruktura i Linie Kolejowe sp. z o.o.
- Stacja Muzeum
- Stowarzyszenie Górnośląskich Kolei Wąskotorowych
- Towarzystwo "Wyrzyska Kolejka Powiatowa"
- Towarzystwo Stargardzka Kolej Dojazdowa
- Wigierska Kolej Wąskotorowa s.c. Lucyna Huryn, Stanisław Huryn
- Zespół Świętokrzyskich i Nadnidziańskich Parków Krajobrazowych
- Gminny Ośrodek Turystyki i Promocji w Rudach
- Muzeum Historyczne w Ełku
- Muzeum Ziemi Pałuckiej
- Powiat Opolski - Zarząd Dróg Powiatowych w Opolu Lubelskim z siedzibą w Poniatowej
- Skarb Państwa – Państwowe Gospodarstwo Leśne Lasy Państwowe - Nadleśnictwo Hajnówka
- Powiat Hajnowski
- Stowarzyszenie "Przyjaciele Helu"
- Towarzystwo Koszalińskiej Kolei Wąskotorowej
- Towarzystwo Przyjaciół Kolejki Średzkiej "BANA"
- Fundacja Bieszczadzkiej Kolejki Leśnej
- Fundacja Polskich Kolei Wąskotorowych
- Pomorskie Towarzystwo Miłośników Kolei Żelaznych
- Nadleśnictwo Czarna Białostocka

## Zarządcy metra
- Metro Warszawskie[3][2]

## Zarządcy bocznic
Na dzień 19 luty 2021 r. w Polsce istnieje 849 bocznic prywatnych, oraz na dzień 17 kwietnia 2025 istnieje 604 podmiotów zarządzających wyłącznie bocznicami kolejowymi.